# والتر کاسگرانده
والتر کاسگرانده جونیور (به پرتغالی: Wálter Casagrande Jr.) مهاجم اهل برزیل است که در شهر سائوپائولو و در تاریخ ۱۵ آوریل ۱۹۶۳ به دنیا آمده‌است.
والتر کاسگرانده در تیم‌های فوتبال کورینتیانس سابقهٔ حضور دارد.
او به تازگی خواستار لغو حکم اعدام امیر نصر آزادانی بازیکن اسبق تراکتورسازی و سپاهان شده است